# Деодоро де Фонсека
Мануел Деодоро де Фонсека (порт. Deodoro da Fonseca; 5. августа 1827. – 23. августа 1892) је био бразилски маршал, вођа републиканског војног удара и први предсједник Бразила.
Рођен је у бразилској држави Алагоајс, у граду који данас носи његово име. Кренуо је очевим стопама и школовао се у војној академији у Рио де Жанеиру, након чега је започео војну каријеру. Године 1848. је видио прву акцију, учествујући у борби против либералних побуњеника у покрајини Пернамбуко – Пернамбуканска револуција. Године 1860. се оженио Марианом Сесилијом де Соуза Меирелес; нису имали дјеце, вјероватно због његове неплодности.
Учествује и у Парагвајском рату (1864. – 1870), брзо напредујући кроз чинове и истичући се као храбар и способан војник. Године 1887. је добио највиши, маршалски чин. Као успјешан војник и истакнута личност био је врло популаран. Средином осамдесетих постао је, прво, војни управник, а ускоро и гувернер, покрајине Рио Гранди ду Сул.
Близак републиканским интелектуалцима и незадовољан државном политиком, иако с позитивним ставовима о Цару, придружио се републиканској фракцији унутар војске. Као њен најугледнији члан постао је вођа и имао важну улогу у збацивању цара Педра II, 15. новембра 1889. године; цар је у року од два дана протјеран у Португал. Бразил је проглашен федералном републиком с правом гласа за све писмене мушкарце; започело је писање закона, прописа и стварање новог устава. Фонсека је постао предсједник привремене владе, нашавши се убрзо у сукобу с цивилним републиканским вођама.
Под притиском војске, Конгрес га је 25. фебруара 1891. године изабрао за првог предсједника Бразила; добио је 129 гласова док је његов главни конкурент, Пруденте де Мораис, добио 97 гласова. Његов ауторитарни начин владавине, неуспјешна финансијска политика и политички сукоби у државном врху довели су до нестабилности у земљи. Фонсека је 3. новембра 1891. године прогласио ванредно стање, распустивши Конгрес и преузевши сва политичка овлашћења. Група незадовољних је пронашла потпору међу високорангираним официрима морнарице, који су запријетили грађанским ратом. Фонсека је бива присиљен на оставку; то је учинио 23. новембра, предавши положај потпредсједнику Флориану Пешотоу, опозиционом политичару, који је имао подршку конгреса.
Умро је 23. августа 1892. године у Рио де Жанеиру.